# Hugh of Montgomery, 2. Earl of Shrewsbury
Hugh of Montgomery, 2. Earl of Shrewsbury († 1098) war ein anglonormannischer Adliger aus dem Haus Montgommery.

## Leben
Er war der zweite überlebende Sohn des Roger de Montgomerie, 1. Earl of Shrewsbury, und der Mabile de Bellême. Wie es typisch für die erste Generation nach der normannischen Eroberung Englands war, erbte er als jüngerer Sohn 1094 den Besitz auf der Insel, während sein älterer Bruder Robert of Bellême die Ländereien auf dem Kontinent bekam.
Während seiner vier Jahre als Earl verbrachte er die meiste Zeit in den Welsh Marches im Kampf gegen die Waliser. 1098 schloss er sich den Streitkräften von Hugh d’Avranches, 1. Earl of Chester, an, um Anglesey zurückzuerobern, das Hugh beim Aufstand der Waliser 1094 verloren hatte. Er wurde durch einen Pfeilschuss getötet, als er einem Raubzug des norwegischen Königs Magnus III. Barfuß am Ostende der Menai Strait entgegentrat. Der Überlieferung nach wurde der Schuss von König Magnus selbst abgegeben.
Hugh war nicht verheiratet. Sein Nachfolger wurde sein älterer Bruder Robert.